# アミヒラタケ

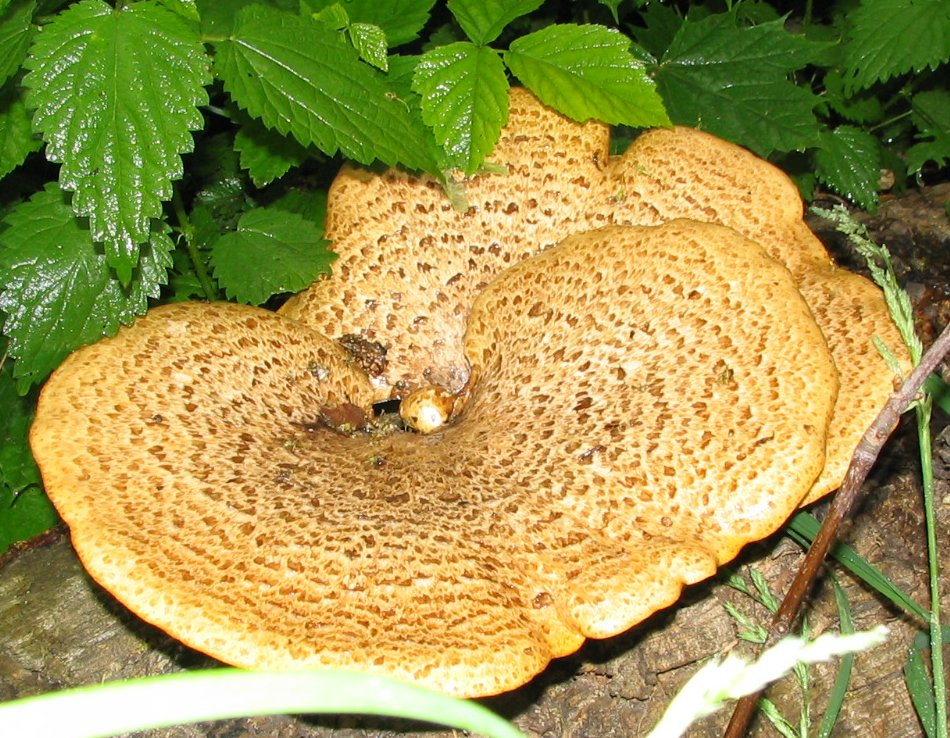

アミヒラタケ（学名：Polyporus squamosus）は、サルノコシカケ科タマチョレイタケ属の菌類。
英語圏では、Dryad's saddle や Pheasant's back mushroomという名前を持っている。Dryad's saddleはドライアドの鞍を意味しており、ギリシア神話のドライアドがこのキノコの上に座るのにちょうどよいと想像したと考えられる。Pheasant's back mushroomは雉の背中という意味であり、これは傘の部分の色の一致や見た目の一致に由来している。

## 特徴
一般的に傘の直径は8 - 30センチメートル（60センチメートルにまで育つものもある）で、厚さは10センチメートル程度にまで育つ。色は黄色から茶色であり、表面は鱗に覆われたようになっている。傘の裏面は多孔菌の特徴である、小さい穴の開いたスポンジのような状態になっている。柄はもっぱら太くなっている。
胞子紋は白色である。
1個でみられることが多く、群れている場合は2 - 3個で生えていることが多い。棚のような形を形成する。
若い標本はやわらかいが、老いてくると硬くなっていく。

## 分布・生息地
このキノコは一般的な種であり、広範に分布している。アメリカ合衆国ではロッキー山脈から西、ヨーロッパではほぼ全体に分布している。
大抵は春に生え、秋にも見られることがある。それ以外の季節では、見ることはまれである。アミガサタケを探しているときに見かけることができる。アミガサタケもアミヒラタケも春に生え、同じような時期に出現する。
森林の生態系で木を分解する重要な役割を果たしている。特に朽ちた楡の木や生きたカエデの木に生える。しかし、まれに生きた木に寄生して生きているものも見られる。植物を木化するリグニンを分解できる特性を持っている。

## 食用
無毒にもかかわらず、若くて柔らかい場合を除き、一般的には食用に価値を見出しにくい。料理本では、一般的に若いものを集めて小さく切り、弱火で調理することを勧めている。
この種や他のタマチョレイタケ属から厚く堅い紙を作る人々もいる。
スイカの皮のような匂いを放つこのキノコを調理する方法の1つに、茹でてシュガー・シロップに漬けた後、冷蔵庫で冷やすことで、スイカ風味の飴を作ることが挙げられる。